# نوئل کسلیکا
نوئل کسلیکا (انگلیسی: Noelle Keselica؛ زادهٔ ۶ اوت ۱۹۸۴) بازیکن فوتبال اهل ایالات متحده آمریکا است.
از باشگاه‌هایی که در آن بازی کرده‌است می‌توان به اسکای بلو اف‌سی، واشینگتن فریدام، و آتلانتا بیت اشاره کرد.
وی همچنین در تیم ملی فوتبال زیر ۲۳ سال زنان ایالات متحده آمریکا بازی کرده‌است.